# Dualsimtelefoon

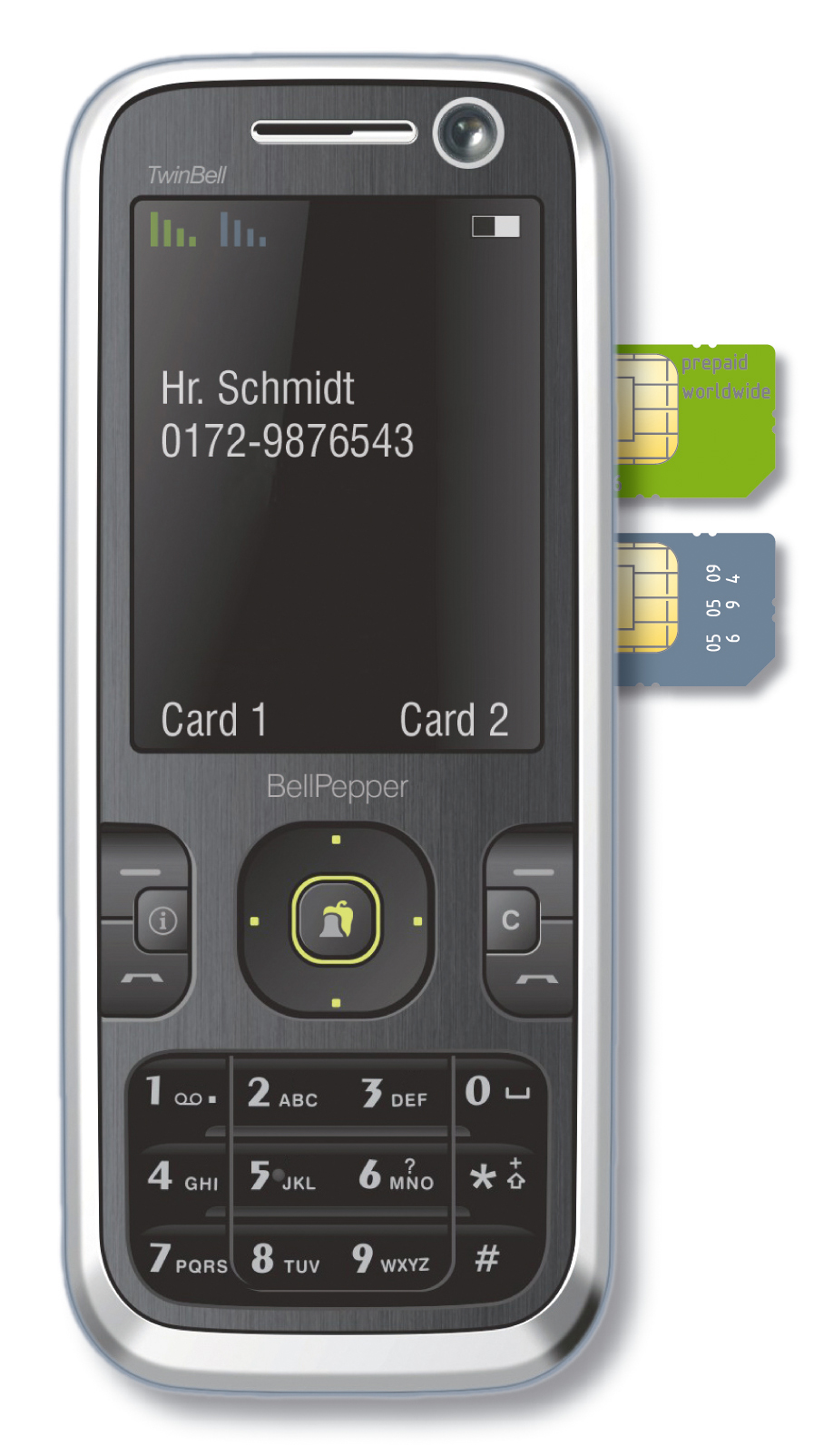
Dualsimtelefoon

Een dualsimtelefoon is een mobiele telefoon waar twee (verschillende) simkaarten tegelijk in kunnen, zodat het toestel onder twee telefoonnummers bereikbaar is en dus met één toestel kan worden volstaan om bijvoorbeeld privé en werk of binnen- en buitenland te scheiden.
Dualsimtelefoons hebben overigens niets te maken met wat (in Nederland) een duosimkaart heet: dit is een set van twee simkaarten met hetzelfde telefoonnummer, bedoeld voor twee telefoons.

## Evolutie van de dualsimtechnologie
Aanvankelijk werd de dualsimtechnologie geïmplementeerd door toepassing van een dualsimadapter in een verder normale mobiele telefoon. Daar dergelijke telefoons over slechts één zend- en ontvanginrichting beschikten, was er geen sprake van een echt gelijktijdig gebruik van beide simkaarten.
Afhankelijk van de mogelijkheden van het toestel moest ofwel bij het inschakelen voor een van de beide simkaarten worden gekozen, ofwel werden beide simkaarten in een zeker tempo afwisselend geactiveerd.
Toestellen die vervolgens werkelijk als dualsimtoestel werden ontworpen, beschikten over twee zend- en ontvanginrichtingen. 
De eerste generatie van die toestellen verbruikte daardoor veel van de batterijcapaciteit, wat resulteerde in een beperkte spreek/stand-bytijd.
Als voorlopige oplossing voor dit probleem werden deze toestellen met twee batterijen geleverd. 
Door de voortschrijding van de techniek bij konden de toestellen zuiniger worden gemaakt, waardoor deze toestellen weer een 'normale' spreek/stand-bytijd kregen.

## Situatie in Nederland
Door de wijze waarop de aanbieders van mobiele telefonie in Nederland werken, is de keuze aan dualsimtoestellen hier nog beperkt.
Dit komt doordat de aanbieders van de simlock-mogelijkheid gebruikmaken om de klanten aan zich te binden. 
De aanschaf van een 'los toestel', zonder abonnement of prepaid, is in het algemeen de enige mogelijkheid om van de dualsimtechnologie gebruik te kunnen maken. Samsung was de eerste 'grote producent van mobiele telefoons' die dualsimtelefoons, ook in Nederland, op de markt bracht.

## Situatie elders in de wereld
De dualsimtelefoons zijn vooral in Azië populair. Dit komt met name door de wijze waarop de aanbieders van mobiele diensten opereren. Zo kan het bijvoorbeeld voordeliger zijn om via aanbieder 'A' te telefoneren en via aanbieder 'B' te sms'en. 
Met een dualsimtelefoon kunnen dan beide functies met één telefoon worden uitgevoerd.
Er zijn in Azië dan ook meerdere producenten van mobiele telefoons die ieder vele dualsimmodellen in hun assortiment hebben.